# Frankrikes konstitution 1791

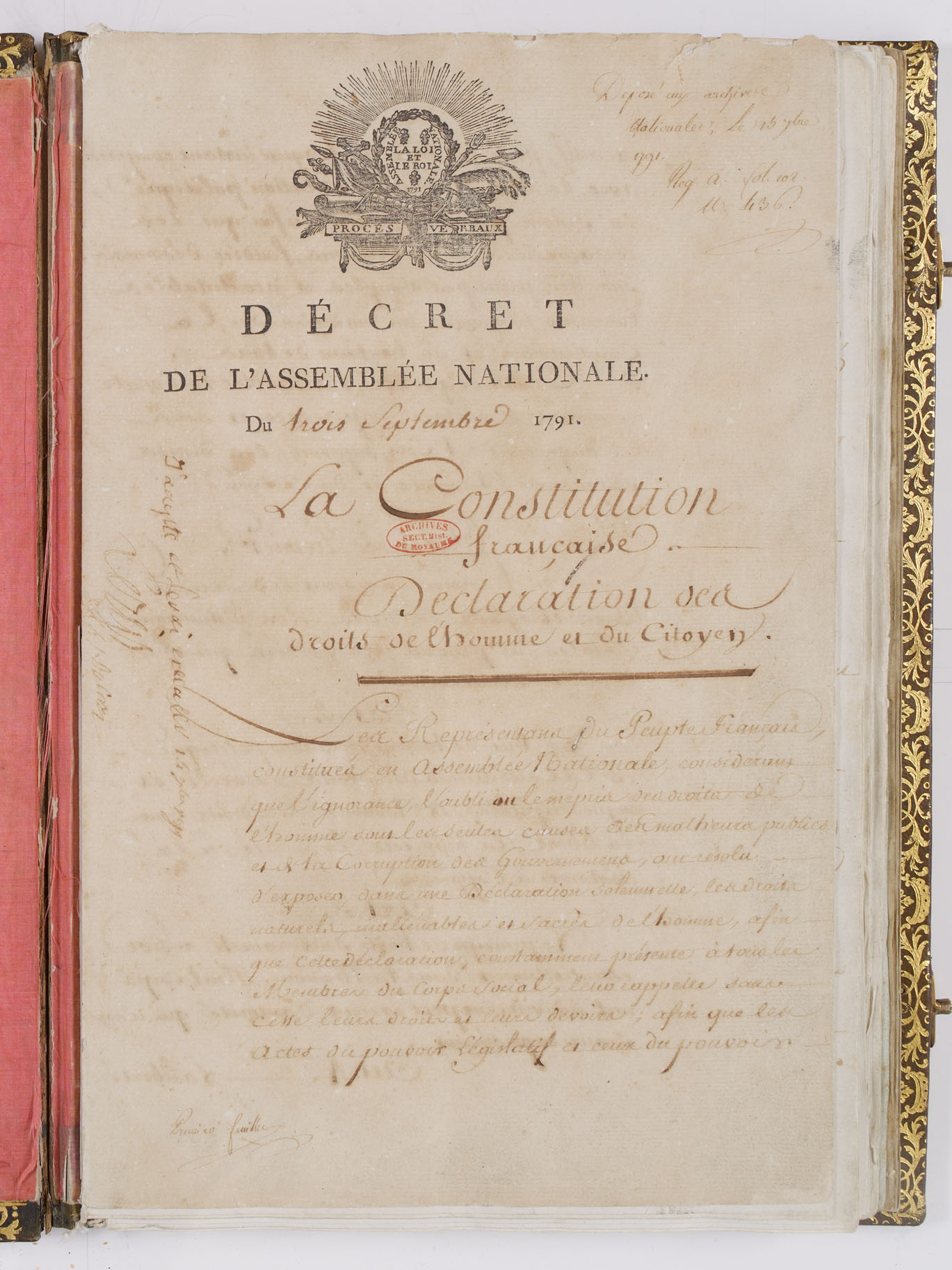
Den franska konstitutionen från 1791.

Frankrikes konstitution 1791 var Frankrikes första skrivna grundlag och var gällande i Kungariket Frankrike (1791–1792). Konstitutionen antogs av den franska nationalförsamlingen den 3 september 1791. Kung Ludvig XVI avlade den 14 september sin ed på konstitutionen. 

## Innehåll
Författningen inleddes med en förklaring om de mänskliga och medborgerliga rättigheterna, betecknade äktenskapet som ett borgerligt kontrakt samt bekräftade upphävandet av adelskapet, privilegier och religiösa ordenslöftens bindande kraft.
Folket utövade sin makt, hette det, genom en ny lagstiftande församling (Assemblée nationale législative) som skulle bestå av 745 ledamöter, framgå ur indirekta val och sitta i två år. Ingen medlem av församlingen skulle kunna tillhöra ministären, men ministrarna skulle ha rätt att uppträda i församlingen. Församlingen hade enligt konstitutionen den lagstiftande makten; utan dess bifall fick inte krig förklaras, fred ingås eller förbund slutas. Domsrätt saknade den däremot.
Kungadömet skulle vara ärftligt, kungen okränkbar utom i vissa fall. Han skulle erhålla ett apanage, få hålla ett livgarde och framträda som innehavare av den högsta verkställande makten, alltså som chef för förvaltningen, armén och flottan. Men gentemot församlingen blev han maktlös: han kunde inte kontrollera den, inte upplösa den, och mot dess beslut hade han bara ett suspensivt veto.
Rättsväsendet var baserat på principerna om folksuveränitet och maktdelning. Den lagstiftande makten och kungen skulle inte ha inflytande över rättskipningen. Även den väpnade styrkan försökte man så vitt som möjligt dra undan kungens makt: officerarna valdes, och över nationalgardet hade han ingen makt.